# Cortana (Halo)
Cortana is een fictieve kunstmatige intelligentie en personage in Bungies Halo-serie.
Ze komt voor in Halo: Combat Evolved, Halo 2, Halo 3, "Halo 4" en de boeken Halo: The Flood, Halo: The Fall of Reach, Halo: First Strike en Halo: Ghosts of Onyx. In de spellen is de stem van Cortana die van Jen Taylor.
Tijdens de gameplay van de spellen voorziet Cortana de speler van achtergrondinformatie en tactische informatie, die de rol van Master Chief op zich neemt. In het verhaal is ze het instrument dat voorkomt dat de Halo-ringen geactiveerd worden.
Het ontwerp van Cortana is gebaseerd op de Egyptische koningin Nefertiti. In de spellen is Cortana altijd een holografische vrouw.
Microsoft, als eigenaar van het intellectueel eigendom van de Halo franchise, kondigde in 2014 aan dat hun personal voice assistant de naam Cortana zou dragen, naar het fictieve Halo karakter. Inmiddels zit deze voice assistant in de meeste moderne producten van Microsoft.

## Verschillen tussen Halo: Combat Evolved, Halo 2 en Halo 3
In Halo: Combat Evolved zit Cortana bijna constant in het hoofd van de Master Chief. Master Chief had de opdracht gekregen om Cortana veilig van het schip Pillar of Autumn, dat aangevallen wordt door de Covenant, af te brengen. Uiteindelijk heeft hij Cortana nodig om de Halo te vernietigen. In het vervolg, Halo 2, herhaalt deze situatie zich. In Halo 3 komt Cortana echter weinig voor in de nabijheid van Master Chief. Cortana wordt aan het einde van Halo 2 namelijk achtergelaten in High Charity, een heilige stad die aan de covenant toebehoort, en is overgenomen door de Gravemind. Soms stoort Cortana op de visor van de speler en citeert ze zinnen die ze eerder tegen Master Chief heeft gezegd. Deze citaten zijn afkomstig uit Halo: The Fall of Reach of uit de eerdere spellen. De citaten uit The Fall of Reach heeft Dr. Catherine Elizabeth Halsey gezegd. Cortana is echter gemaakt van een gekloond exemplaar van Dr. Halseys brein, dus heeft Cortana deze zinnen indirect eerder gezegd. Uiteindelijk wordt Cortana door Master Chief gered uit de door de Flood overgenomen stad.

## De Reclaimer Trilogy
Op het einde van Halo 3, terwijl de Master Chief en de Arbiter ontsnapten aan de vernietiging van Installatie 08, werd The UNSC Forward Unto Dawn in tweeën gesplitst. De voorste helft van het schip, waarin de Arbiter zat, kwam terecht in de Indische Oceaan. De achterste helft, waarin Master Chief en Cortana zaten, bleef onbestuurbaar in de ruimte achter. Men achtte de Master Chief als MIA (Missing In Action). Op The UNSC Forward Unto Dawn ging hij uiteindelijk in cryostasis en zei hij Cortana nog: "Wake me when you need me" (maak me wakker als je me nodig hebt). In 2557, iets meer dan 4 jaar later, doet ze dit ook degelijk. Het schip werd geboord door Covenant remnants (troepen die nog steeds loyaal waren aan de gevallen Covenant), maar er was eveneens dichtbij een vreemd object, dat later als de Forerunner schildwereld Requiem zou geïdentificeerd worden. Nadat de Master Chief een raket afvuurt op een cruiser en deze daarmee vernietigt, wordt hij gescand door de schildwereld die vervolgens opengaat en alles naar binnen zuigt.
Op het schip was Chief al opgevallen dat Cortana zich vreemd gedroeg. Eenmaal op Requiem spraken ze hierover. De woedeaanvallen die Cortana had, waren symptomen van "rampancy". Slimme AI's, zoals Cortana, hebben slechts een zeer beperkt leven van ongeveer zeven jaar, waarna ze zoveel neurale links aangemaakt hebben dat er geen plaats meer is voor nieuwe en ze oftewel doodgaan oftewel neurale links kapot gaan maken (en dus delen van zichzelf vernietigen) om terug plaats te maken voor nieuwe. In dat laatste geval is er sprake van rampancy, wat uiteindelijk ook tot de vernietiging van de AI leidt. De Master Chief en Cortana hopen dat Dr. Halsey, haar maker, dit probleem kan oplossen. Ze konden haar echter nooit op tijd vinden. In een poging contact te maken met The UNSC Infinity, zetten Chief en Cortana per ongeluk de Ur-Didact vrij. Een Forerunner die door zijn vrouw, The Librarian, omwille van zijn haat jegens de mensheid, nog vóór het afvuren van de Halo-ringen gevangen gezet werd. Hij nam uiteindelijk de Composer, een wapen waarmee biologische wezens kunnen omgezet worden naar een digitaal imprint en als wapen voor de Ur-Didact vechten, om de aarde aan te vallen. Chief en Cortana slaagden erin hem tijdelijk te stoppen en de Composer te vernietigen, maar hierbij offerde Cortana zichzelf op om de Master Chief te beschermen.
Vóór en tijdens Halo 5: Guardians komt (een vorm of versie van) Cortana als het ware toch weer terug. Dit nadat bepaalde fragmenten van haar, die ze tijdens het gevecht met de Ur-Didact afgesplitst had, het Domein bereikten. Hier kon ze haar rampancy overwinnen, overleven en zelfs oneindig lang blijven leven. Uiteindelijk blijkt dat Cortana gelooft dat haar en andere AI de "Mantle of Responsibility" toebehoort. Dit alsook de bijkomende machtsgreep leiden uiteindelijk tot de "Created Conflict".